# Ніколь Танг
Ніколь Танг (англ. Nicole Tung; нар. 1986) — фотожурналістка з Гонконгу. Відома своїми репортажами про конфлікти та події, зокрема про громадянську війну в Сирії, європейську кризу біженців та Арабську весну.
Одна з її фотографій була обрана журналом Time серед 100 найкращих фотографій 2022 року.

## Життєпис
Навчалася в Нью-Йоркському університеті, отримавши ступінь з журналістики та історії в 2009 році.
Станом на березень 2022 року Танг висвітлює війну в Україні.
Її роботи входять до колекції Музею образотворчих мистецтв Г'юстона.